# Gueto de Veneza

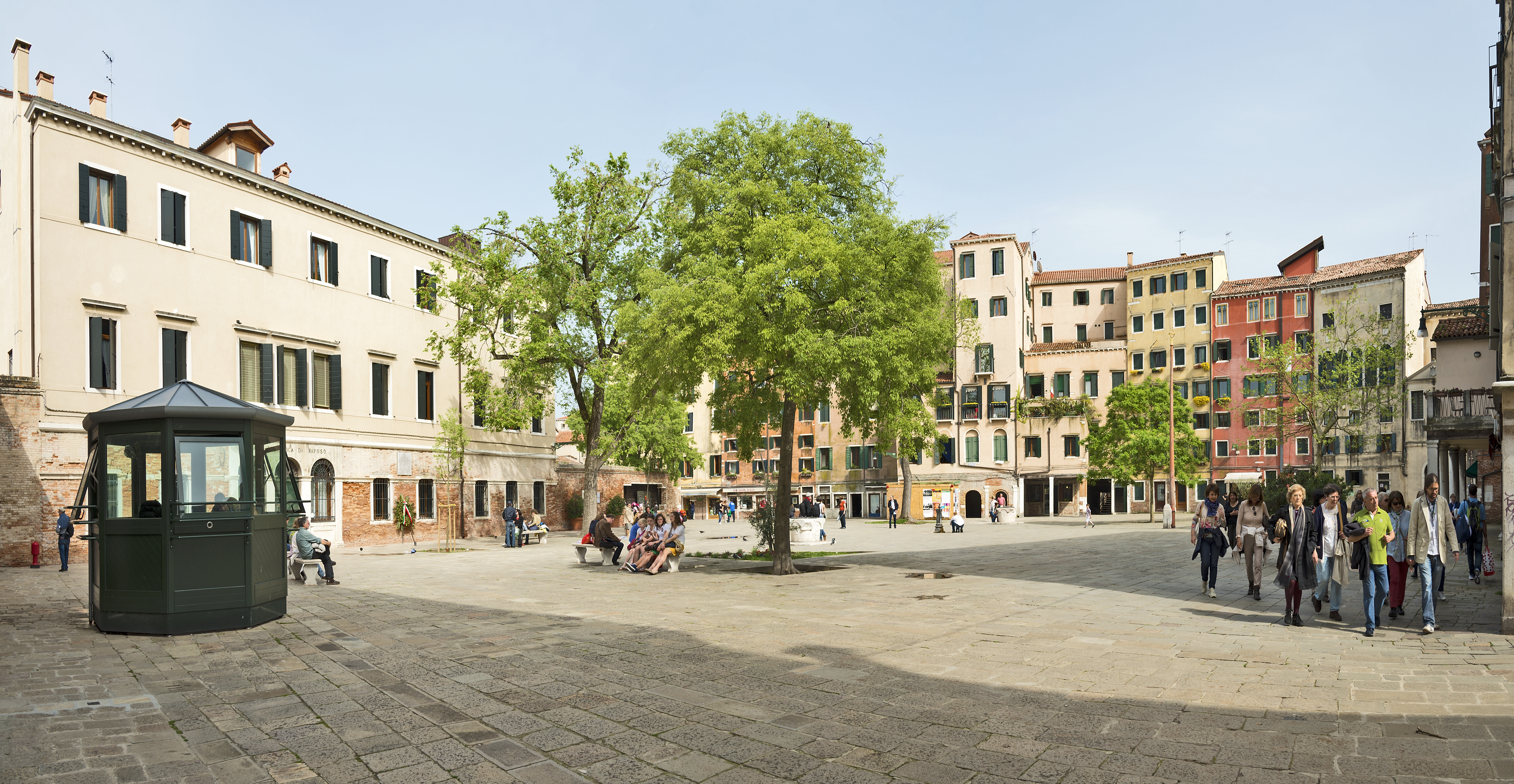
Praça principal do gueto de Veneza

O  Guetto de Veneza (em italiano:  Ghetto) era uma zona de Veneza no bairro ("sestiere") de Cannaregio. O nome "Ghetto" é uma deformação do veneziano "getto" que significa "fundição", já que o bairro foi construído no lugar de uma antiga fundição.
A residência neste bairro foi imposta e reservada aos judeus na época da República de Veneza. O bairro foi crescendo, juntando-se o Ghetto Novo (1516) ao Ghetto Vecchio original e, em 1633, o Ghetto Novissimo.
É neste bairro que se encontram os prédios mais altos de Veneza. De facto, devido à impossibilidade de construir novas habitações no meio dos quarteirões limitados e fechados, os edifícios tiveram de ser construídos em altura.
O Ghetto, depois de ter sido sempre um dos bairros mais modestos de Veneza, foi reabilitado no final do século XX.
O termo genérico «gueto» provém do nome deste bairro veneziano.